# National Woman's Party
Le  National Woman's Party (NWP) est un mouvement créé en 1916 aux États-Unis, dérivé de l'Union du congrès pour le droit de vote des femmes, fondée en 1913 par Alice Paul et Lucy Burns pour soutenir le droit de vote des femmes. Il a aussi eu un rôle actif dans le mouvement pour l'égalité des droits aux États-Unis.
Le National Woman's Party a été l'un des mouvements les plus actifs concernant la lutte en faveur du vote des femmes aux États-Unis. Ce droit de vote a été accordé aux femmes dans ce pays avec le XIXe amendement de la Constitution des États-Unis.

## Histoire

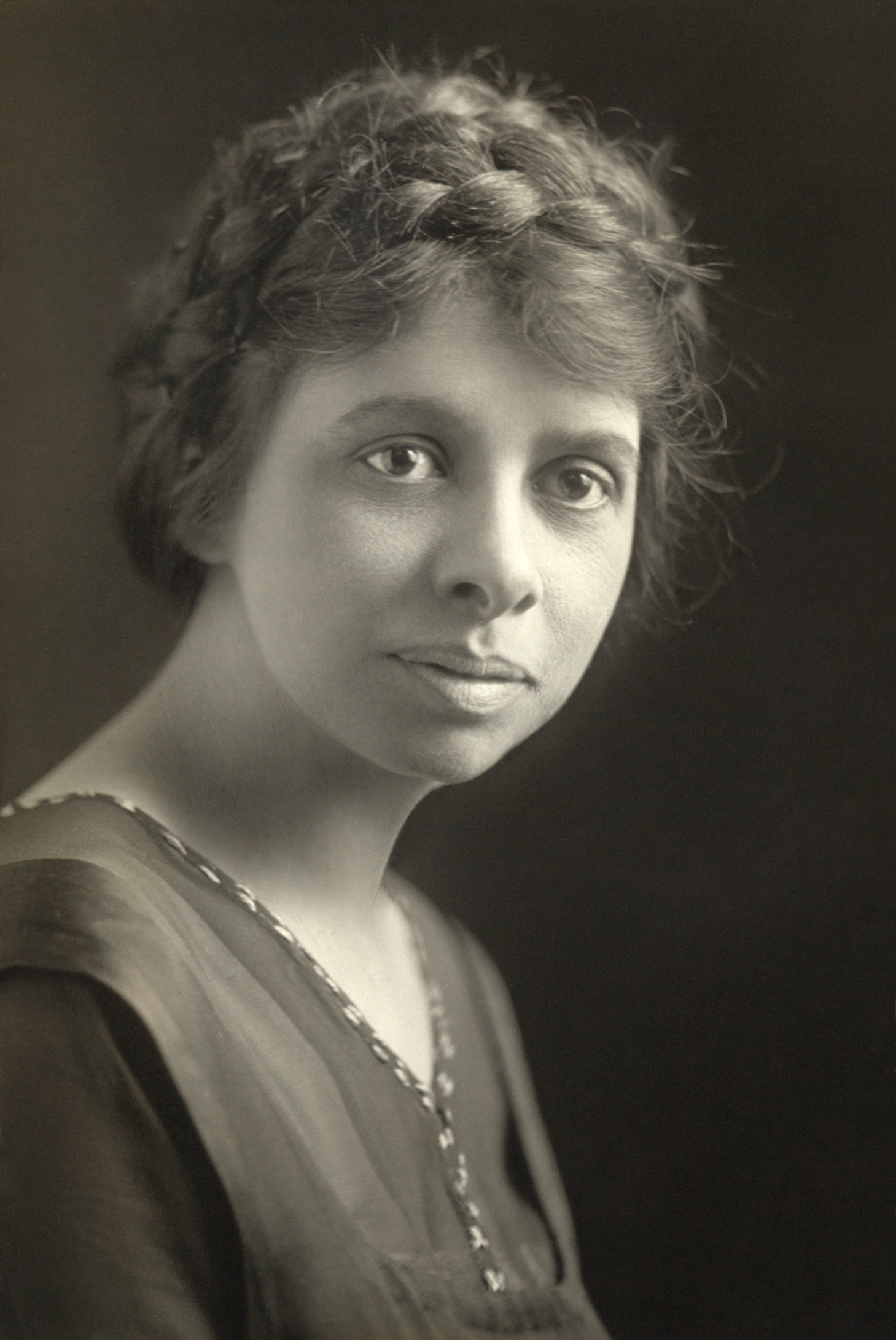
Iris Calderhead, membre du National Woman's Part, entre 1913 et 1917.

Le National Woman's Party (NWP) voit le jour en 1916. Ses fondatrices sont Alice Paul et Lucy Burns ; il s'inscrit dans le mouvement plus vaste des suffragettes. Dérivé de la National American Woman Suffrage Association (NAWSA), à laquelle appartenaient ses fondatrices, il s'en éloigne en raison de sa volonté d'employer des modes d'actions plus radicaux que ceux de la NAWSA,. Ainsi, le NWP est l'organisateur de manifestations devant la Maison-Blanche à partir de 1917,. Le mouvement fait aussi pression sur le président américain Woodrow Wilson. Après plusieurs manifestations, certaines militantes seront arrêtées, sans toutefois être considérées par le gouvernement comme des prisonnières politiques. Des militantes ont aussi fait des grèves de la faim.
The Suffragist, fondé par Alice Paul et Lucy Burns en 1913, en est l'organe de presse. Nina Allender en devient la caricaturiste officielle,.
Le XIXe amendement de la Constitution des États-Unis, entré en vigueur en août 1920, donne le droit de vote aux femmes dans l’ensemble de l’Union.
Après l'obtention du droit de vote pour les femmes, le NWP poursuit sa lutte en faveur de la justice sociale pendant plusieurs décennies,. Ainsi, dans les années 1960, il réclame une loi concernant l'égalité de rémunération et l'interdiction de la discrimination sexuelle aux États-Unis. Toutefois, il connaît par la suite un déclin et, depuis 1997, n'est plus considéré comme une organisation politique active.
En 2020, en amont de l'anniversaire du centenaire du XIXe amendement, une partie des archives du National Woman's Party est versée à la Bibliothèque du Congrès.

## Personnalités du National Woman's Party
- Alva Belmont (1853-1933), multimillionnaire et suffragiste, présidente du NWP de 1921 à 1933[4]
- Helen H. Gardener (1853-1925), auteure et féministe
- Jeannette Marks (1875-1964) poète, romancière, nouvelliste, dramaturge, critique littéraire, diariste, épistolière et professeure d'université
- Lucy Gwynne Branham est organisatrice du NWP de l'Utah pour les élections de 1916. En 1917, elle participe aux manifestations des Silent Sentinels organisées par le mouvement. Après l'obtention du suffrage féminin en 1920, elle dirige le comité du Fonds commémoratif Inez Milholland, destiné à collecter une dotation permanente pour le NWP[5].
- Mary Dreier, membre du bureau exécutif de la section new-yorkaise du NWP (1916)
- De 1942 à 1947, l'universitaire et écrivaine Jeannette Augustus Marks assure la présidence de la section new-yorkaise du National Woman's Party
- L'astronome Annie Jump Cannon en fut membre[6],[7].
- Lillian Ascough (1880-1974), présidente du NWP dans le Connecticut.

## Pour approfondir

#### Documents du National Woman's Party
- How the Woman's Rights Bill works in Wisconsin, Washington (district de Columbia), National Woman's Party, 1909, 20 p. (lire en ligne),
- The Suffragist, Washington (district de Columbia), National Woman's Party, 1917, 542 p. (lire en ligne),
- Jailed For Freedom : Some Phases in the Front Line of a War for Democracy Not Quite Won, Washington (district de Columbia), National Woman's Party, 1920, 15 p. (lire en ligne),
- National Woman's Party print collection : pamphlets, broadsides and other miscellaneous printed matter, Washington (district de Columbia), National Woman's Party, 1940, 259 p. (lire en ligne).

#### Essais

##### Francophones
- Béatrice Bijon (dir.) et Claire Delahaye (dir.), Suffragistes et suffragettes : la conquête du droit de vote des femmes au Royaume-Uni et aux États-Unis, Lyon, ENS, 2017, 378 p. (ISBN 9782847889277),

##### Anglophones
- Inez Haynes Gillmore, The story of Alice Paul and the National Woman's Party, Fairfax, Virginie, Denlinger's Publishers, Ltd., 1977, 516 p. (OCLC 1342129831, lire en ligne),
- Susan D. Becker, The Origins of the Equal Rights Amendment : American Feminism Between the Wars, Westport, Connecticut, Greenwood Press, 1981, 320 p. (ISBN 9780313228186, lire en ligne),
- Christine A. Lunardini, From Equal Suffrage to Equal Rights : Alice Paul and the National Woman's Party, Lincoln, Nebraska, iUniverse (réimpr. 1988, 2000) (1re éd. 1986), 256 p. (ISBN 9781462095063, lire en ligne),
- Jeff Hill, Women's Suffrage, coll. « Defining Moments », 2005, 248 p. (ISBN 9780780807761, lire en ligne),
- Carrie Fredericks (dir.), Amendment XIX : Granting Women the Right to Vote, Detroit, Michigan, Greenhaven Press, 2009, 176 p. (ISBN 9780737741278, lire en ligne),
- Belinda A. Stillion Southard (dir.), Militant Citizenship : Rhetorical Strategies of the National Woman's Party, 1913-1920, coll. « Presidential Rhetoric and Political Communication », 2011, 328 p. (ISBN 9781603442817, lire en ligne),
- Robert P. J. Cooney, Jr. (dir.), Remembering Inez : The Last Campaign of Inez Miholland, Suffrage Martyr, Half Moon Bay, Californie, American Graphic Press, 2015, 100 p. (ISBN 9780977009527, lire en ligne)
- Rebecca Boggs Roberts, Suffragists in Washington, DC : The 1913 Parade and the Fight for the Vote, Charleston, Cariline du Sud, The History Press, 2017, 164 p. (ISBN 9781625859402, lire en ligne),

#### Articles

##### Francophones
- Claire Delahaye, « « Kaiser Wilson » ou artisan de la liberté? Regards de suffragettes sur Woodrow Wilson », Revue française d'études américaines, no 114,‎ décembre 2007, p. 25-40 (16 pages) (lire en ligne ),
- Anne Ollivier-Mellios, « La voix de son maître. Les intellectuels radicaux et le mouvement féministe américain dans les années 1910: entre avant-gardisme et conservatisme », Revue française d'études américaines, no 114,‎ décembre 2007, p. 10-24 (15 pages) (lire en ligne ),

##### Anglophones
- Peter Geidel, « The National Woman's Party and the Origins of the Equal Rights Amendment, 1920-1923 », The Historian, vol. 42, no 4,‎ août 1980, p. 557-582 (26 pages) (lire en ligne ),
- Nancy F. Cott, « Feminist Politics in the 1920s: The National Woman's Party », The Journal of American History, vol. 71, no 1,‎ juin 1984, p. 43-68 (26 pages) (lire en ligne ),
- Leila J. Rupp, « The Women's Community in the National Woman's Party, 1945 to the 1960s », Signs, vol. 10, no 4,‎ été 1985, p. 715-740 (26 pages) (lire en ligne ),